# Comuna Saschiz, Mureș
Saschiz (în maghiară: Szászkézd, în germană: Keisd) este o comună în județul Mureș, Transilvania, România, formată din satele Cloașterf, Mihai Viteazu și Saschiz (reședința).

## Demografie
Componența etnică a comunei Saschiz
     Români (85,82%)
     Romi (6,92%)
     Germani (1,97%)
     Maghiari (1,06%)
     Alte etnii (0,24%)
     Necunoscută (3,99%)
Componența confesională a comunei Saschiz
     Ortodocși (88,37%)
     Penticostali (2,26%)
     Evanghelici augustani (1,44%)
     Alte religii (3,56%)
     Necunoscută (4,38%)
Conform recensământului efectuat în 2021, populația comunei Saschiz se ridică la 2.080 de locuitori, în creștere față de recensământul anterior din 2011, când fuseseră înregistrați 1.965 de locuitori. Majoritatea locuitorilor sunt români (85,82%), cu minorități de romi (6,92%), germani (1,97%) și maghiari (1,06%), iar pentru 3,99% nu se cunoaște apartenența etnică. Din punct de vedere confesional, majoritatea locuitorilor sunt ortodocși (88,37%), cu minorități de penticostali (2,26%), evanghelici augustani (1,44%) și altele (1,2%), iar pentru 4,38% nu se cunoaște apartenența confesională.

## Politică și administrație
Comuna Saschiz este administrată de un primar și un consiliu local compus din 11 consilieri. Primarul, Ovidiu Șoaita[*], de la Partidul Național Liberal, este în funcție din 2004. Începând cu alegerile locale din 2024, consiliul local are următoarea componență pe partide politice:
|  | Partid                          | Consilieri | Componența Consiliului | Componența Consiliului | Componența Consiliului | Componența Consiliului | Componența Consiliului | Componența Consiliului |
|  | ------------------------------- | ---------- | ---------------------- | ---------------------- | ---------------------- | ---------------------- | ---------------------- | ---------------------- |
|  | Partidul Național Liberal       | 6          |                        |                        |                        |                        |                        |                        |
|  | Partidul Social Democrat        | 3          |                        |                        |                        |                        |                        |                        |
|  | Alianța pentru Unirea Românilor | 2          |                        |                        |                        |                        |                        |                        |

## Atracții turistice
- Biserica Evanghelică fortificată din satul Saschiz, construcție secolul al XIV-lea, patrimoniu UNESCO
- Biserica Evanghelică-Lutherană din satul Cloașterf, construcție secolul al XVI-lea
- Castelul Haller din satul Mihai Viteazu, construit în anul 1553

## Vezi și
- Biserica fortificată din Cloașterf
- Biserica fortificată din Saschiz
- Situl rural Saschiz
- Podișul Hârtibaciului (arie de protecție specială avifaunistică)
- Sighișoara - Târnava Mare (sit de importanță comunitară)

## Imagini

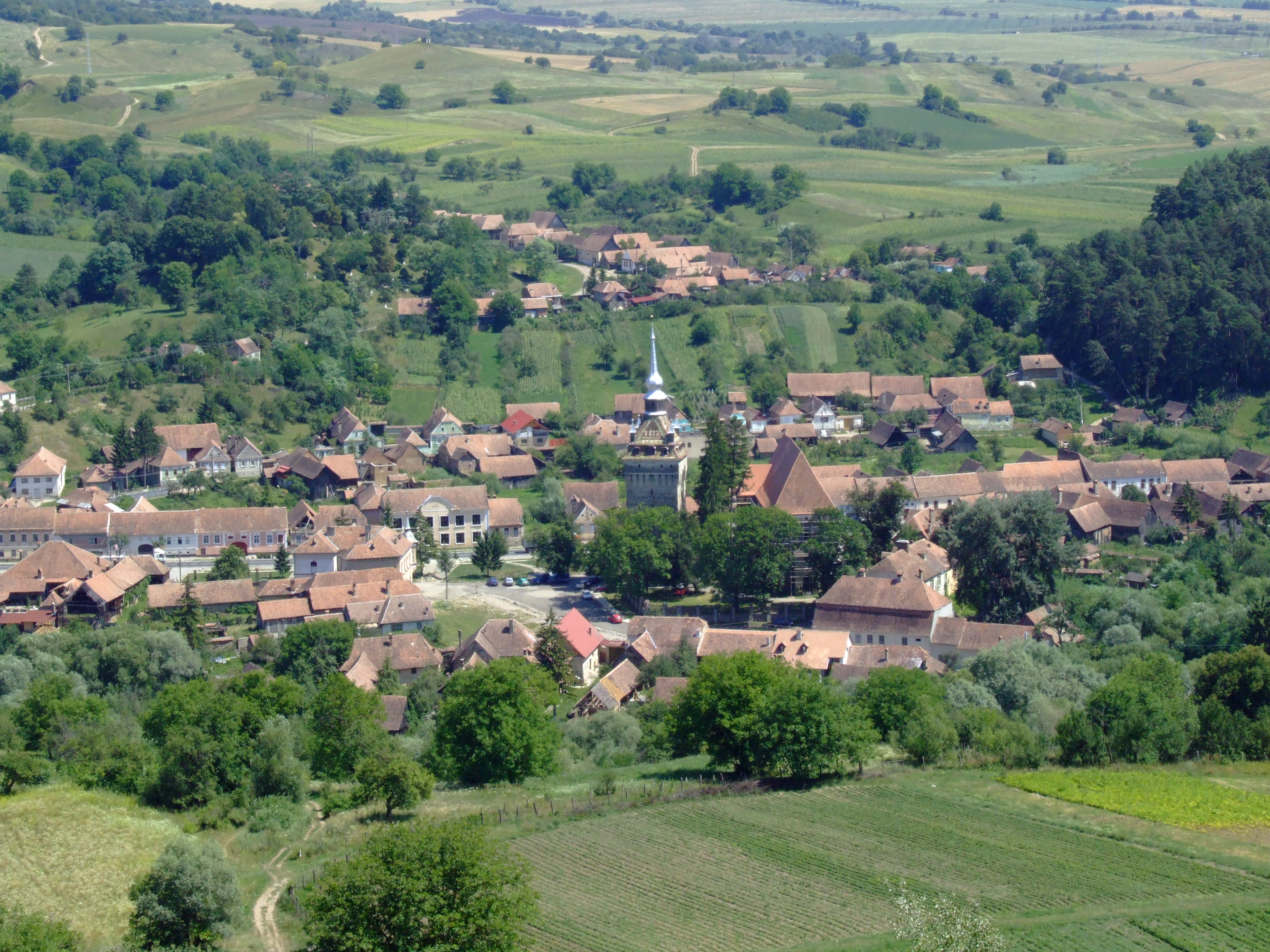
Saschiz
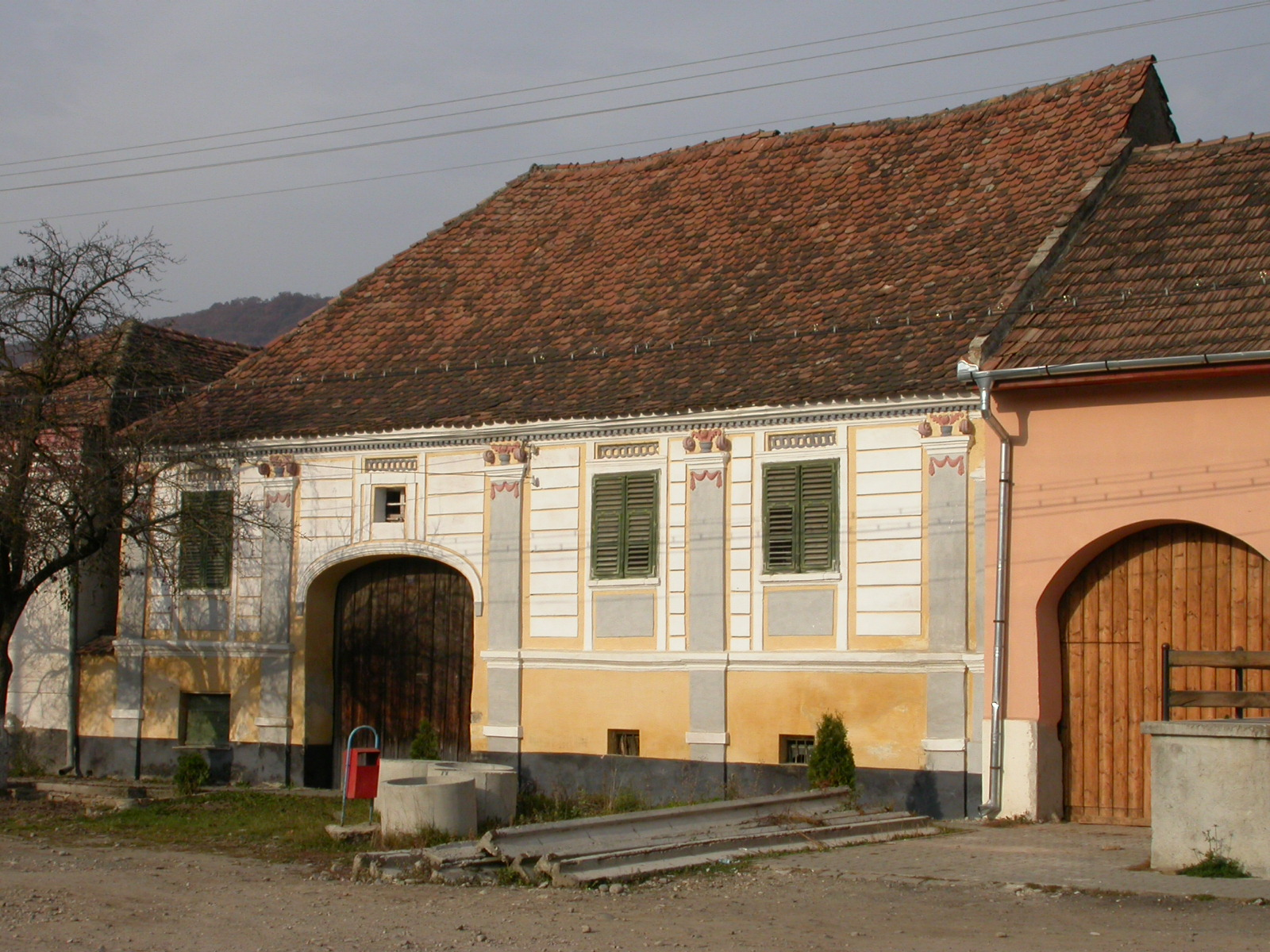
Situl rural Saschiz (monument istoric)
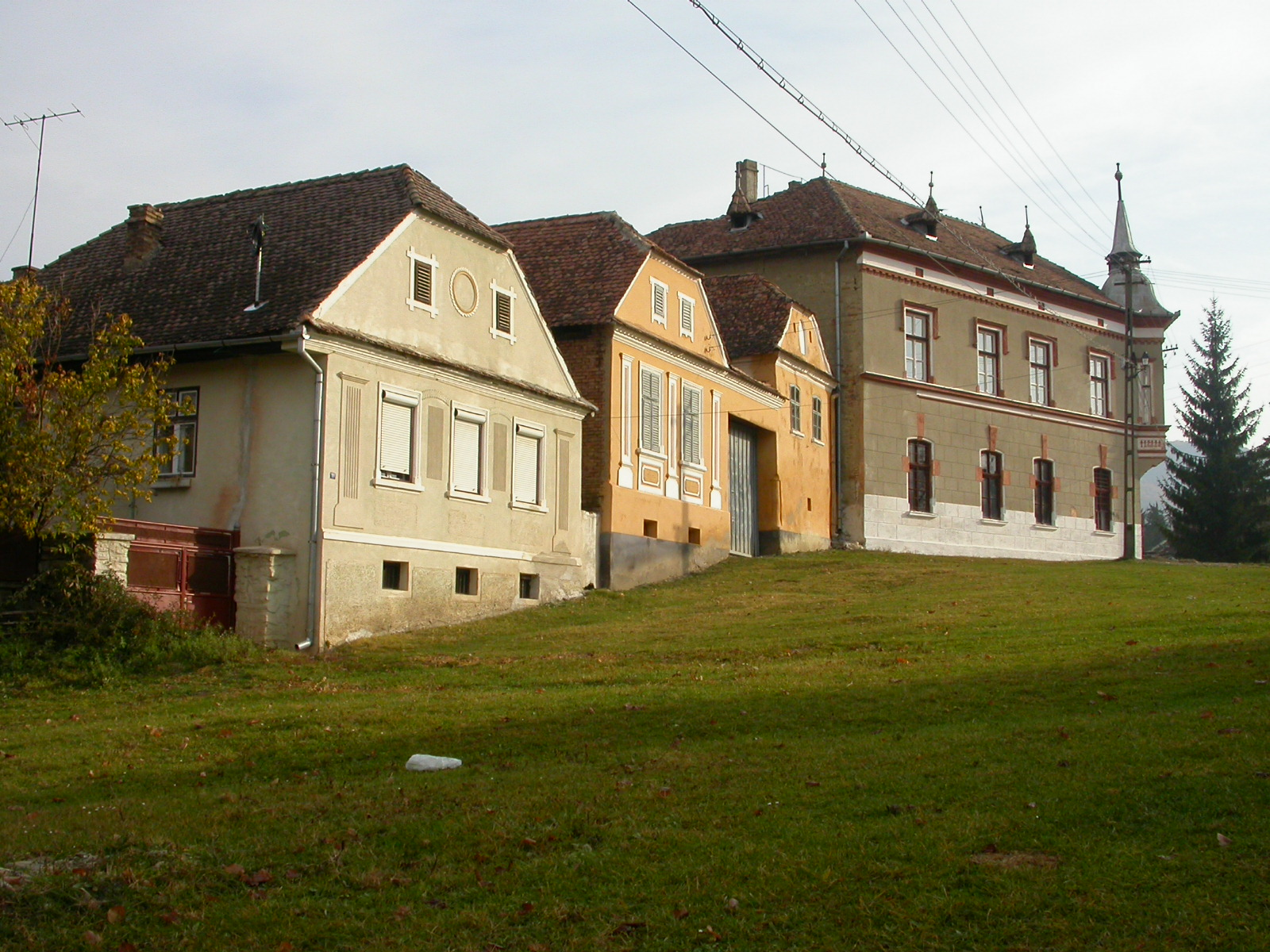
Situl rural Saschiz (monument istoric)
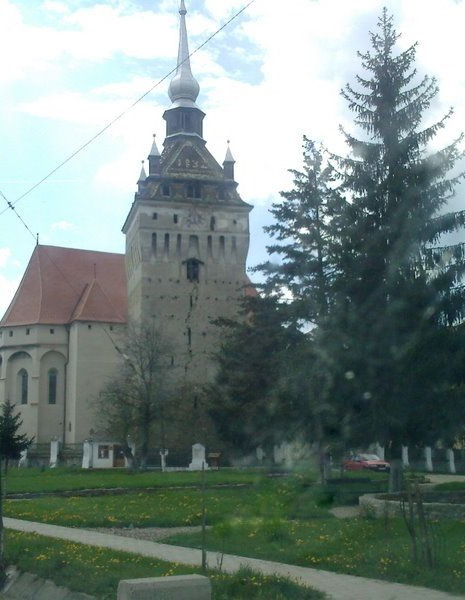
Biserica evanghelică fortificată din satul Saschiz (monument istoric)
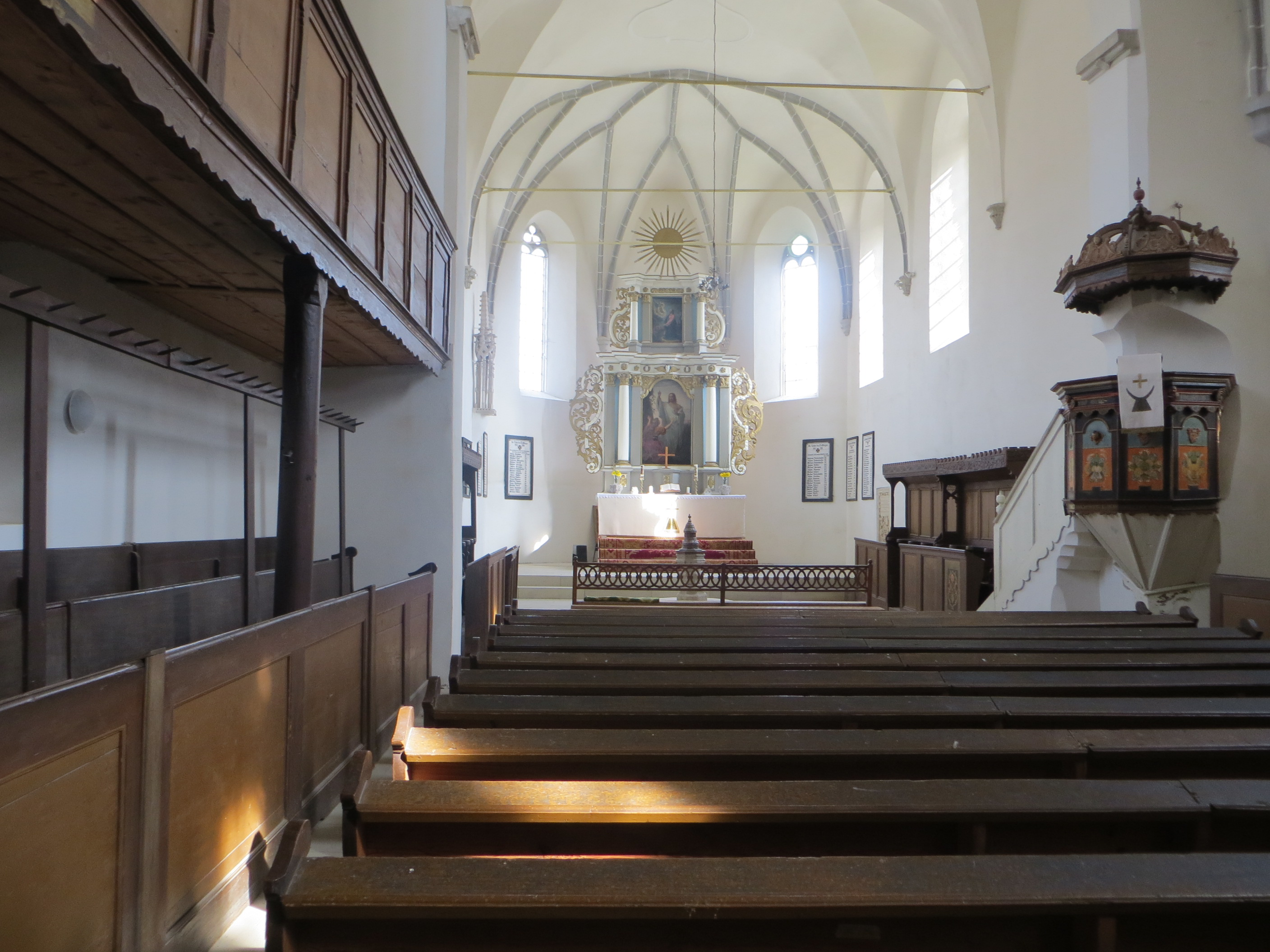
Interiorul bisericii
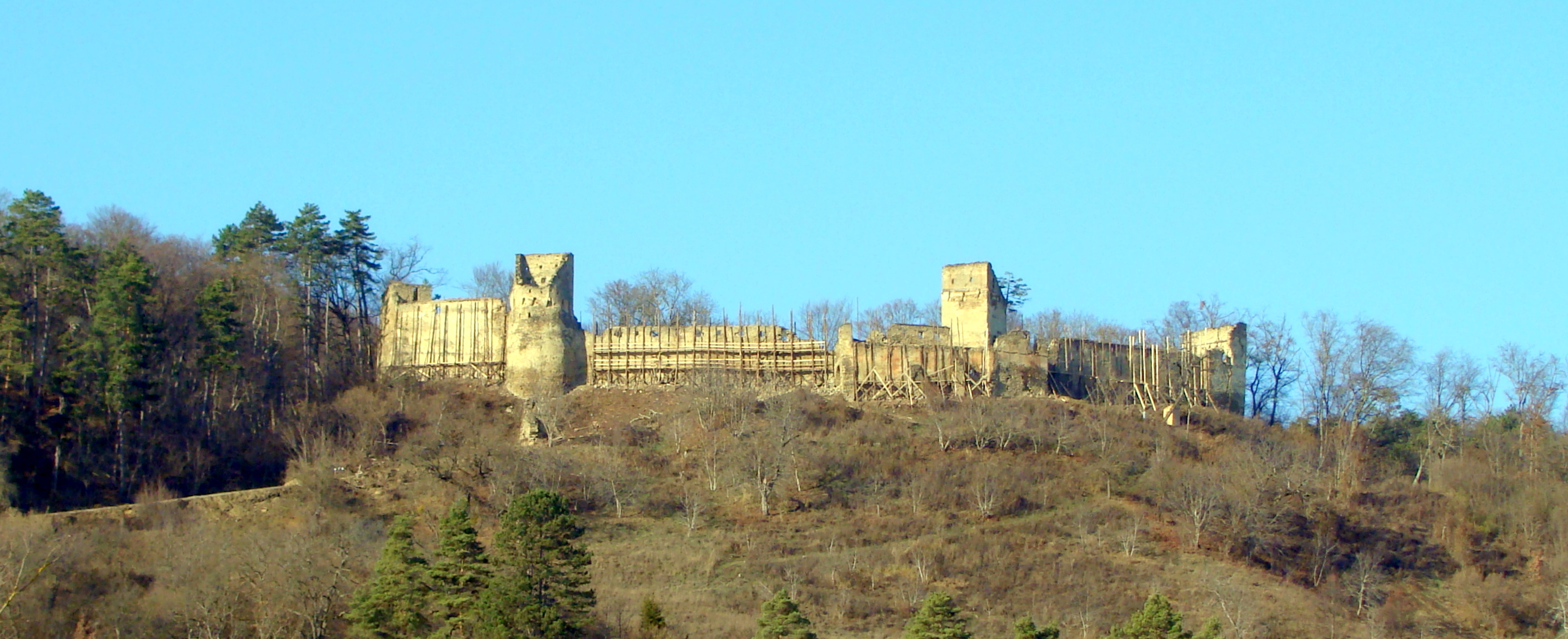
Cetatea țărănească (monument istoric)
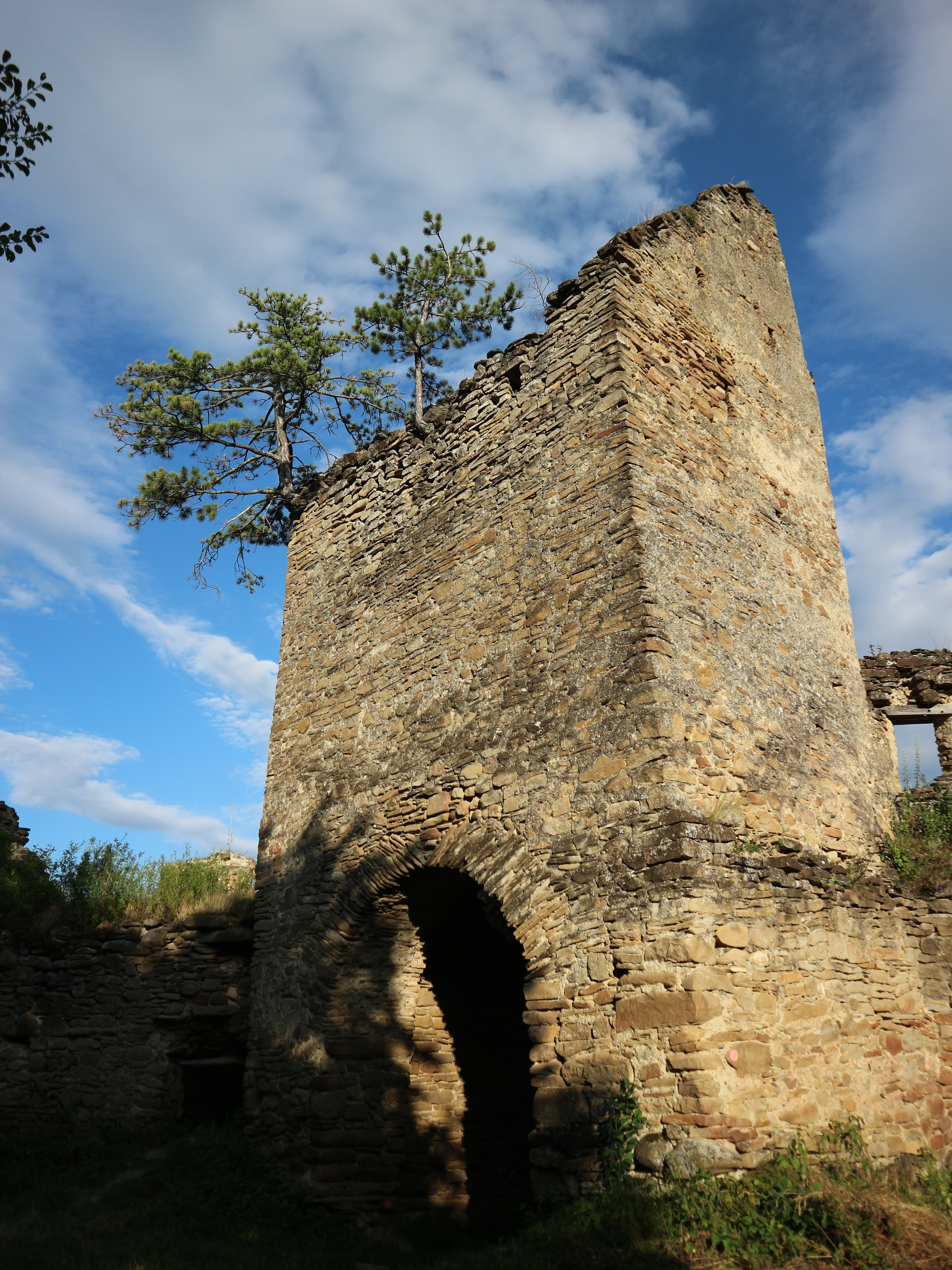
Cetatea țărănească (monument istoric)
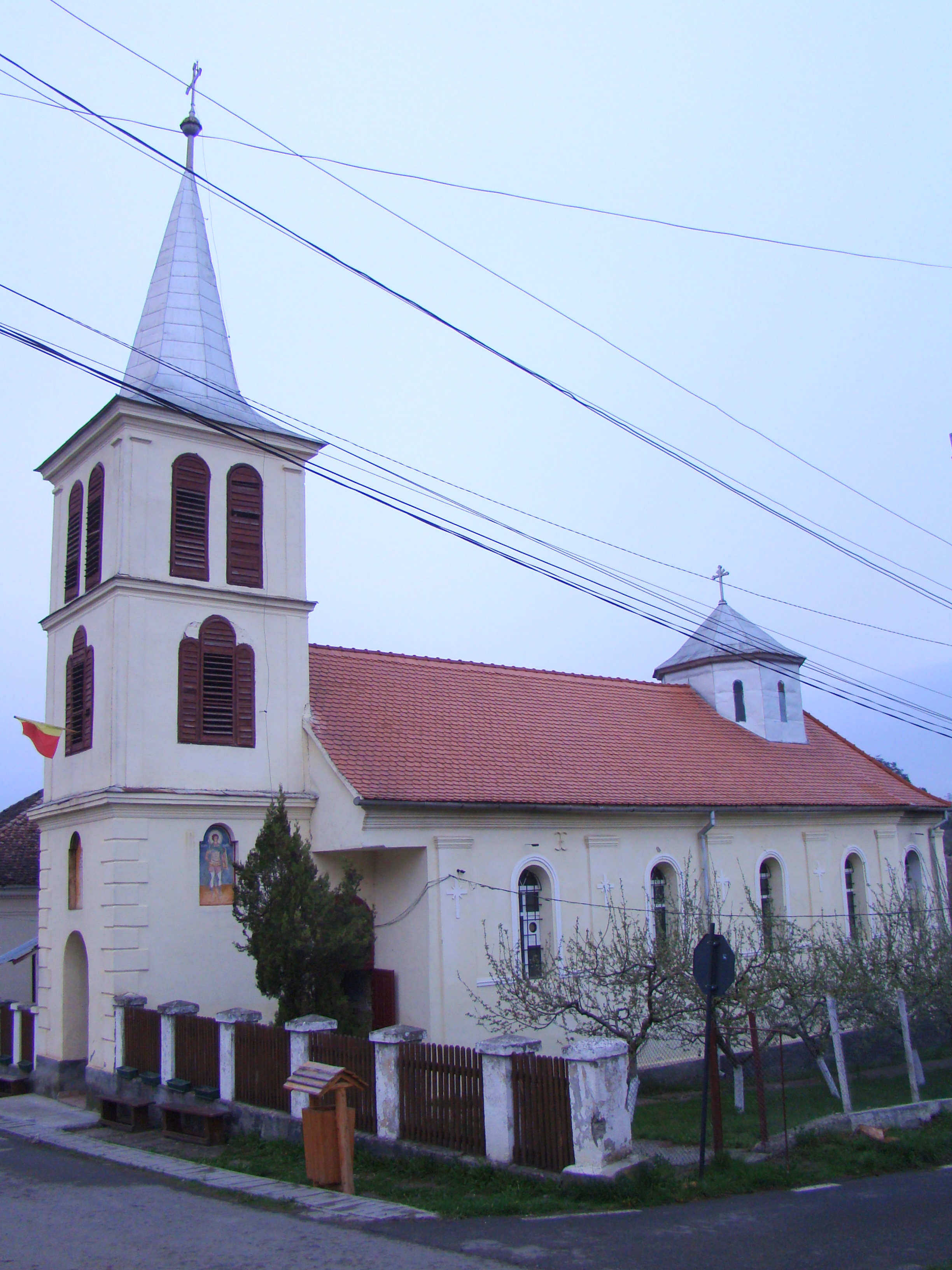
Biserica ortodoxă din Saschiz (1823)
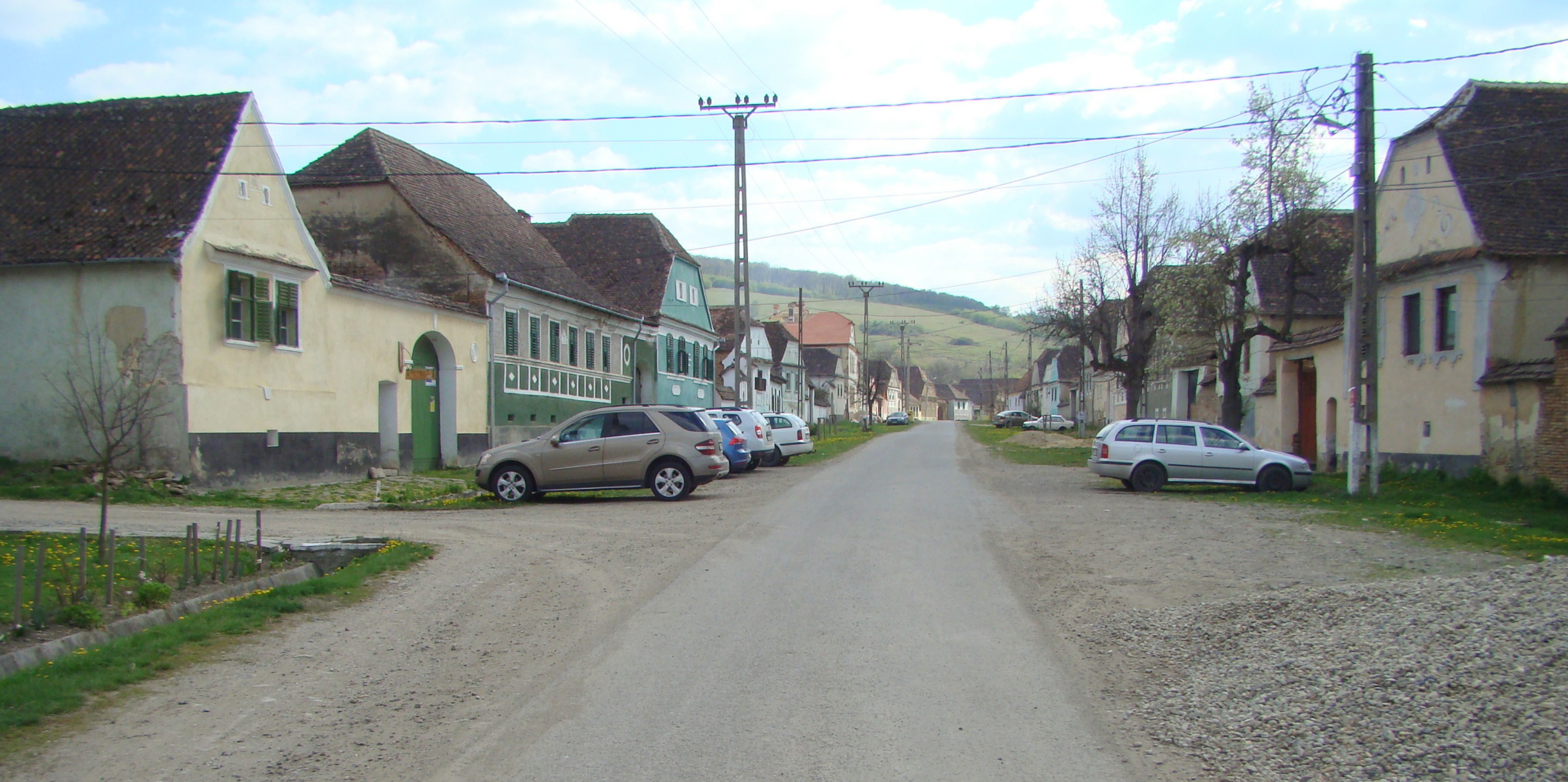
Cloașterf
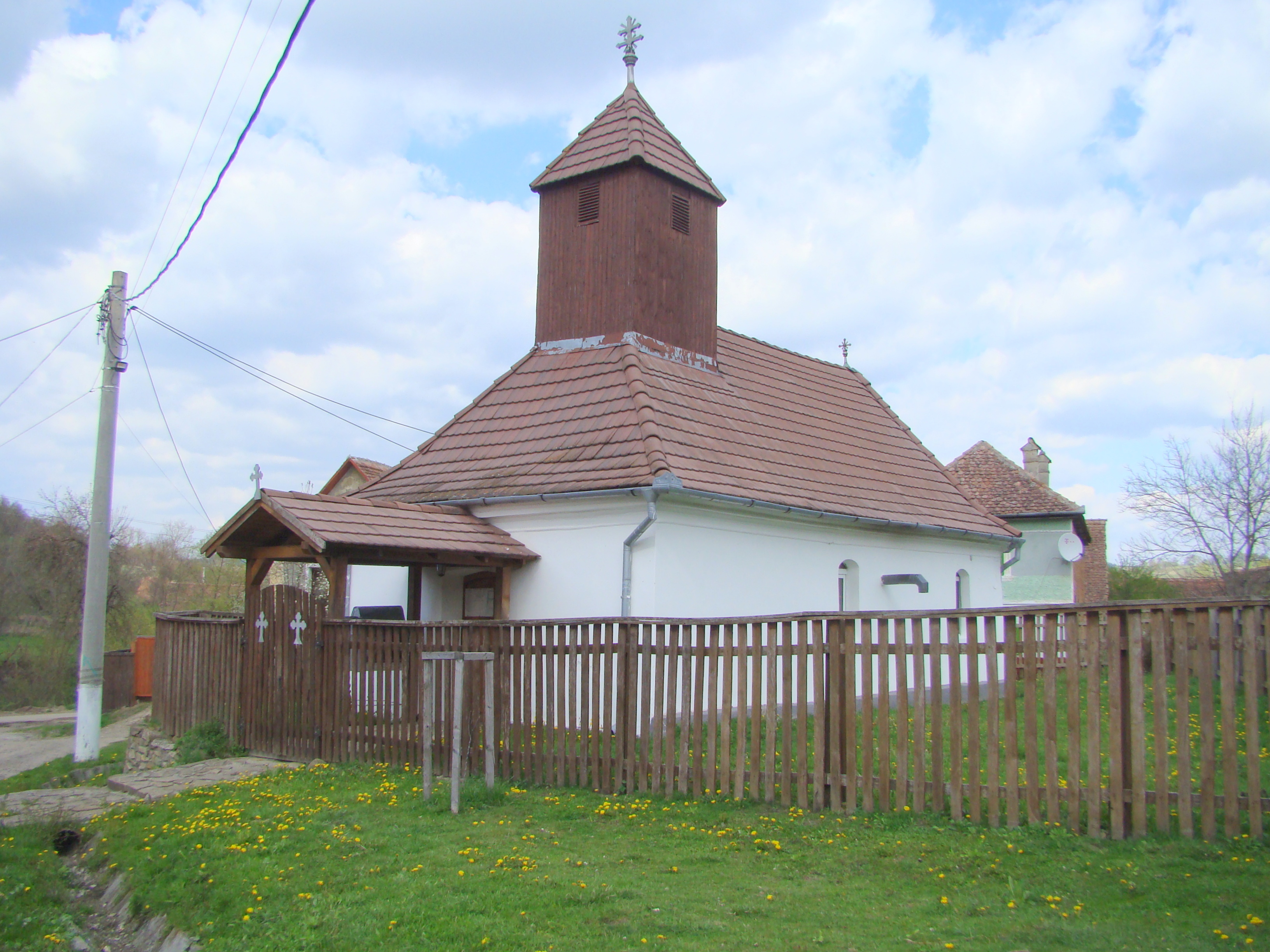
Biserica ortodoxă
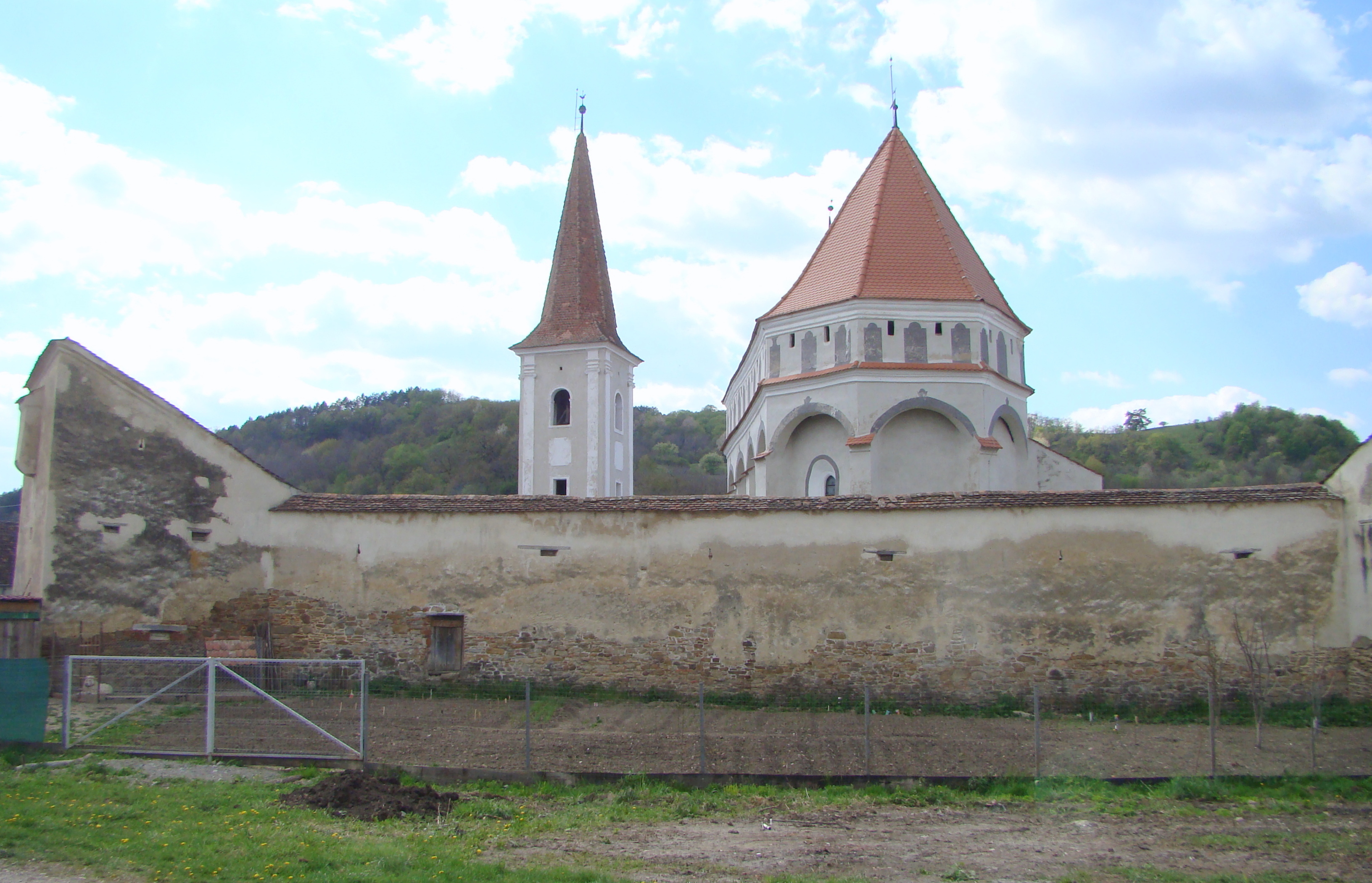
Ansamblul bisericii evanghelice fortificate (monument istoric)
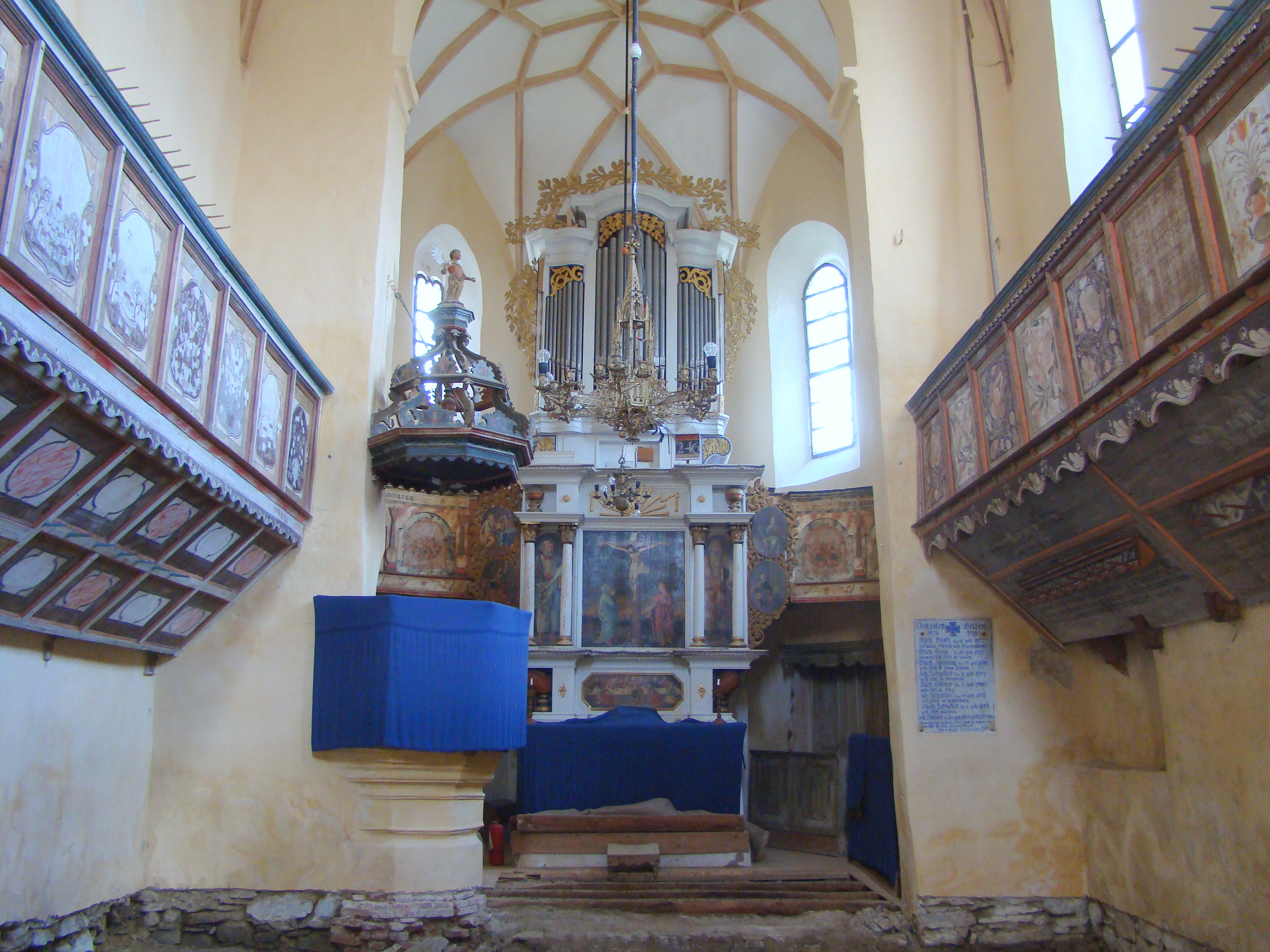
Biserica evanghelică fortificată (monument istoric)
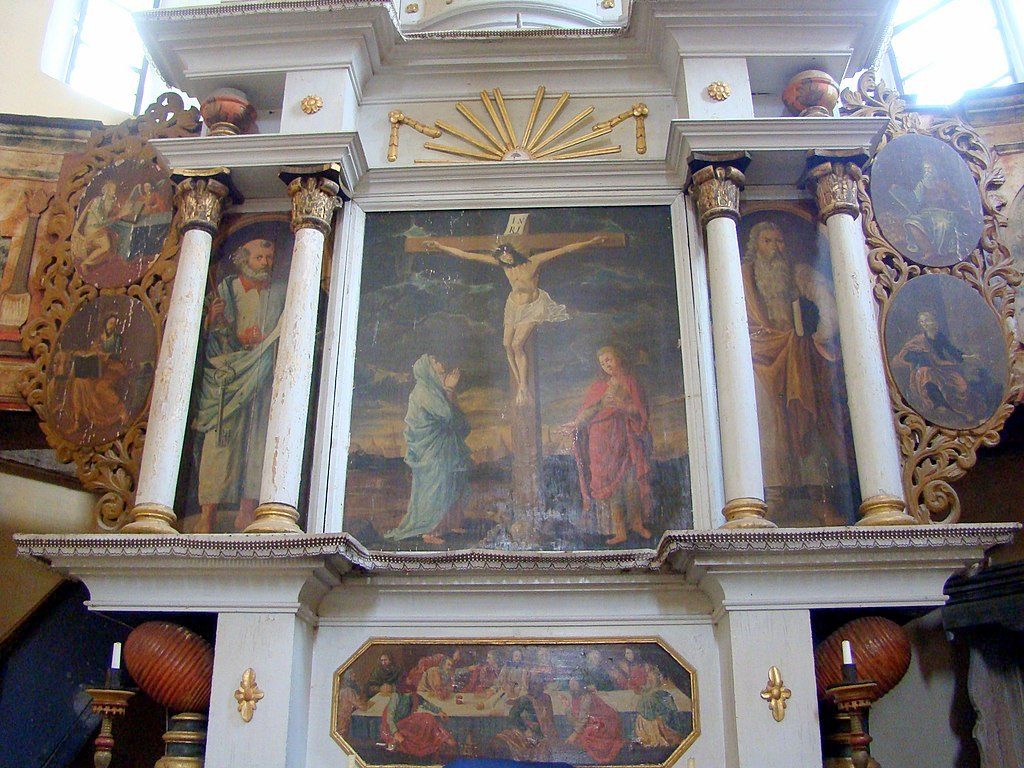
Altarul bisericii evanghelice
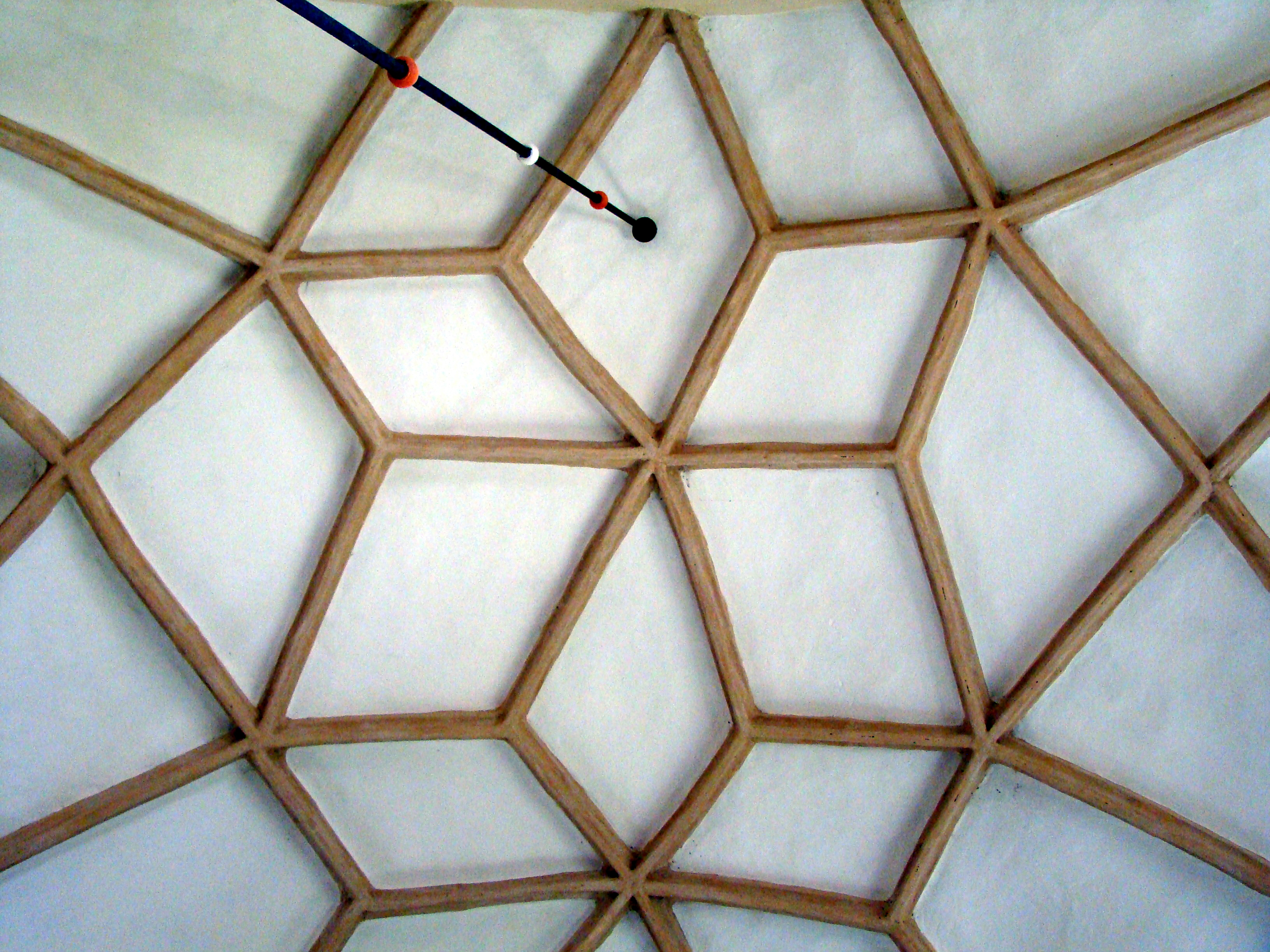
Bolta cu nervuri
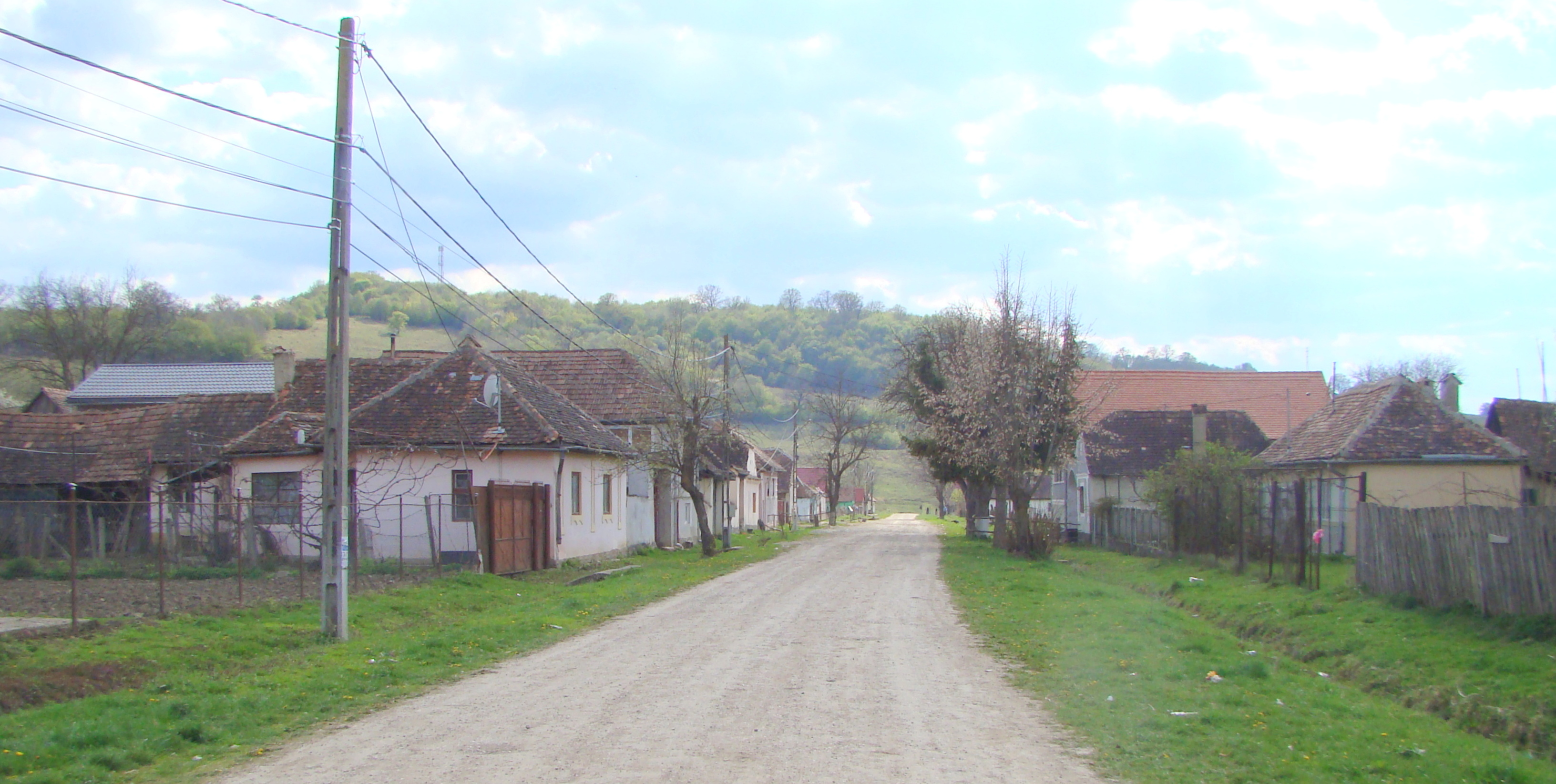
Mihai Viteazu
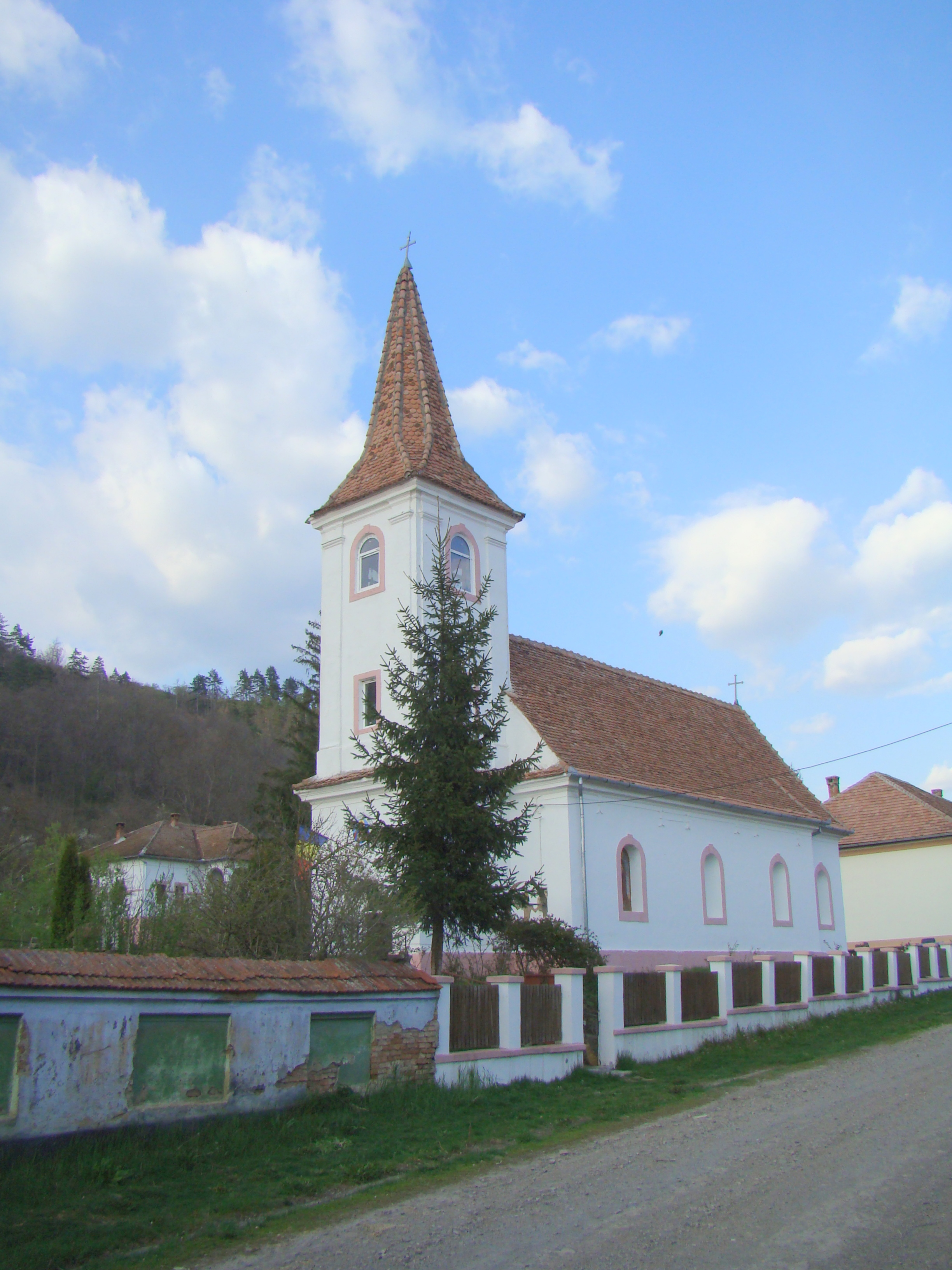
Biserica ortodoxă cu hramul „Sfântul Ierarh Nicolae” (1836)
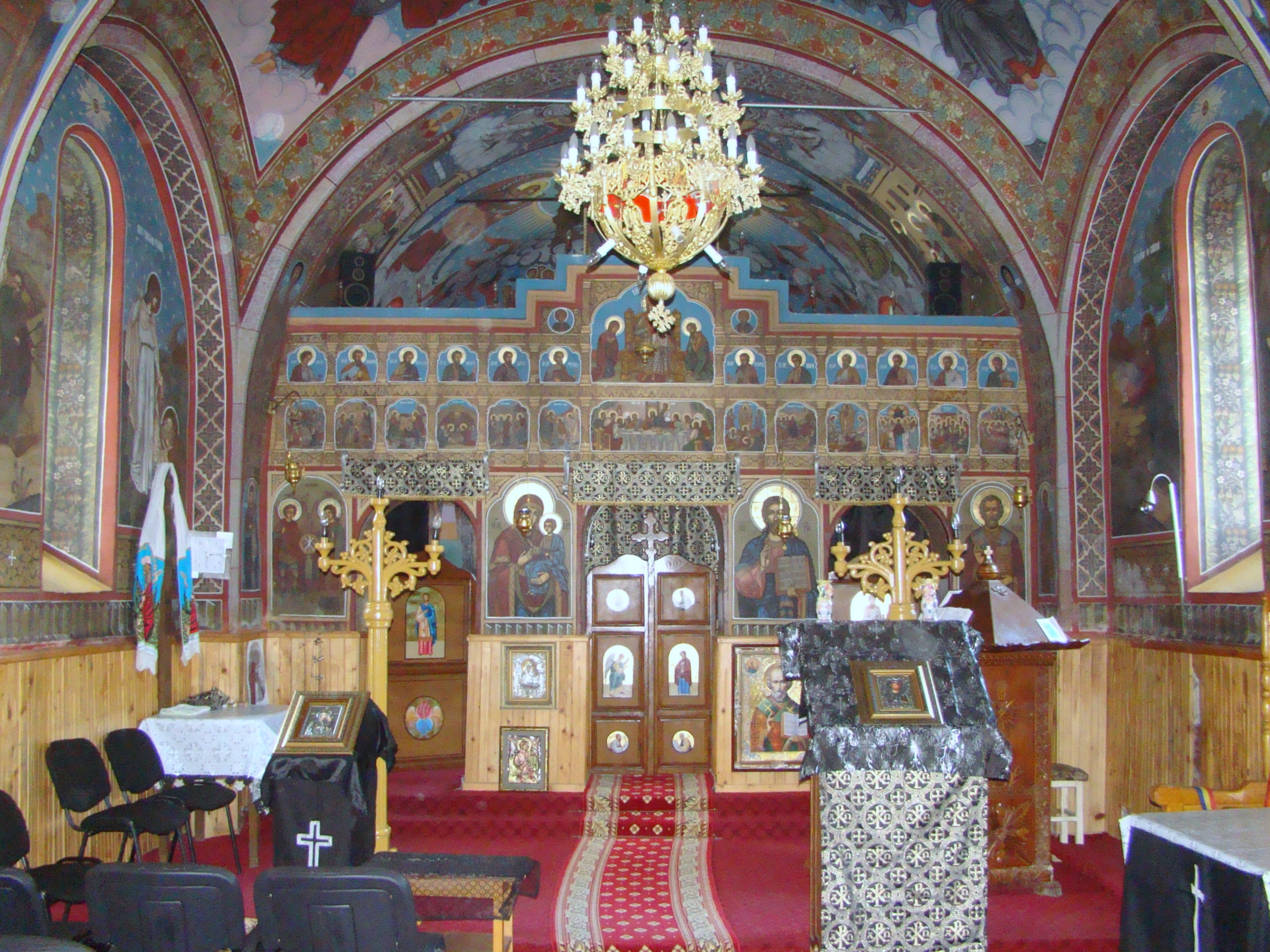
Interiorul bisericii